# Soddyita
La soddyita es un mineral de la clase de los nesosilicatos. Fue descubierta en 1922 en una mina de la provincia de Katanga (República Democrática del Congo), siendo nombrada así en honor de Frederick Soddy, radioquímico inglés.

## Características químicas
Es un uranilo-silicato hidratado, o nesosilicato de uranio.

## Formación y yacimientos
Aparece mezclado con curita en la zona de oxidación de los yacimientos de minerales del uranio, formado por alteración de la uraninita.
Suele encontrarse asociado a otros minerales como: curita, uraninita, kasolita, sklodowskita, uranofano o torbernita.

## Usos
Es extraído en las minas como mena del estratégico uranio. Por su fuerte radiactividad, debe ser manipulado y almacenado con los protocolos adecuados.